# Записки Пиквикского клуба (телеспектакль)
«Записки Пиквикского клуба»— советский двухсерийный телевизионный спектакль режиссёра Александра Прошкина, вышедший в 1972 году. Спектакль снят по мхатовской инсценировке Натальи Венкстерн романа Чарльза Диккенса.

## Сюжет
Первая половина XIX века. В центре спектакля неунывающий, эксцентричный, наивный и трогательный мистер Сэмюэл Пиквик (Александр Калягин) и его друзья — забавные и милые чудаки, наблюдающие жизнь, и попадающие в силу своей искренней наивности и простодушия в нелепые ситуации.

## В ролях
- Александр Калягин — мистер Пиквик, бессменный президент Пиквикского клуба
- Валентин Гафт — Сэм Уэллер, слуга мистера Пиквика
- Михаил Козаков — мистер Джингль, мошенник
- Ролан Быков — Иов Троттер, слуга мистера Джингля
- Анастасия Зуева — миссис Уордль
- Евгений Весник — мистер Уордль
- Инна Ульянова — мисс Рэчел Уордль
- Алла Балтер — мисс Эмили Уордль
- Татьяна Васильева (в титрах Ицыкович) — мисс Арабелла Эллен
- Эммануил Виторган — мистер Бен Эллен, брат Арабеллы
- Елена Королёва — Мэри, служанка Мисс Арабеллы
- Леонид Харитонов — Джо, сонный слуга семейства Уордль
- Дмитрий Гошев — мистер Треси Тапмен, член клуба
- Валерий Носик — мистер Натэниел Уинкль, член клуба
- Александр Дик — мистер Снодграсс, член клуба
- Леонид Каневский — мистер Перкер, поверенный
- Михаил Болдуман — мистер Фогг, адвокат
- Лев Штейнрайх — мистер Додсон, адвокат
- Татьяна Непомнящая — миссис Бардль, вдова, мать Томми
- Людмила Гнилова — малютка Томми, сын миссис Бардль
- Климентина Ростовцева — миссис Клоппинс
- Николай Кондратьев — свирепый извозчик
- Виктор Сергачёв — судья
- Роман Фертман — судебный пристав
- Готлиб Ронинсон — аптекарь-присяжный

### В эпизодах
- Сергей Сафонов — судья, член клуба
- Василий Корнуков — заключённый / зритель на манёврах
- Владимир Соколов — мистер Боб Сойер, жених Арабеллы

### В титрах не указаны
- Яков Ромбро — зритель на манёврах
- Андрей Дрознин — зритель на маневрах / присяжный
- Владислав Буш — зритель на маневрах / судебный секретарь
- Николай Шавыкин — присяжный
- Николай Цорн — присяжный
- Дмитрий Шутов — присяжный
- Геннадий Кочкожаров — заключённый

## Съёмочная группа
- Автор сценария: Наталья Венкстерн
- Режиссёр-постановщик: Александр Прошкин
- Композитор: Давид Кривицкий
- Текст песен: Давид Самойлов
- Ведущий оператор: Виталий Сушко
- Операторы: В. Бышов; В. Рыжов-Сочнов; Е. Фирер
- Художник-постановщик: Маргарита Мукосеева
- Художник по костюмам: Р. Каракулакова
- Ассистент режиссёра: К. Велембовская
- Помощник режиссёра: Е. Лойк
- Художник-гримёр: З Сурик
- Звукорежиссёр: Г. Зайцева
- Монтаж: В. Летошин
- Мастер по свету: А. Смирнский
- Редактор: М. Тер-Аванесова
- Музыкальный редактор: И. Пааташвили